# Aulacoderus pallidithorax
Aulacoderus pallidithorax es una especie de coleóptero de la familia Anthicidae.

## Distribución geográfica
Habita en  Natal, en (Sudáfrica).